# Стокинг, Джордж Уорд (старший)
Джордж Уорд Стокинг, старший (англ. George W. Stocking Sr.; 24 сентября 1892, Кларендон, штат Техас, США — 7 июня 1975,  США) — американский экономист, профессор экономики Техасского университета, президент Американской экономической ассоциации в 1958 году.

## Биография
Джордж родился 6 августа 1895 года в Кларендоне, штат Техас.
Дж. Стокинг окончил колледж Кларендон в штате Техас в 1918 году со степенью бакалавра, и в 1918 году окончил Техасский университет в Остине также со степенью бакалавра, а в 1921 году удостоен степени магистра искусств в Техасском университете. А в 1925 году окончил Колумбийский университет с докторской степенью по философии.
Преподавательскую деятельность начал в должности ассистента профессора экономики в 1922—1923 годах в Вермонтском университете. В 1923—1924 годах экономист Совета Национальной Промышленной Конференции. В 1924—1925 годах ассистент профессора экономики  Дартмутского колледжа. Ассоциированный профессор Техасского университета в 1925—1926 годах, полный профессор экономики Техасского университета в 1926—1947 годах, профессор, заведующий кафедрой экономики и директор социологических исследований в университете Вандербильта в 1947—1963 годах.
В годы Второй мировой войны служил заместителем директора Бюро исследований и статистики в 1940 году, экономическим советником  Министерства юстиции США в 1941—1944 годах, был членом Совета Национальной обороны в 1941 году, а в 1942 году был директором отдела топлива Управления регулирования цен.
Дж. Стокинг старший был членом и президентом в 1952 году Экономической ассоциации юга, членом и президентом в 1958 году Американской экономической ассоциации, сотрудник Фонда Гуггенхайма в 1932 году.
Джордж Стокинг старший умер 7 июня 1975.
Семья
Сын Стокинг, Джордж Уорд (младший) (28.12.1928-13.07.2013) — известный антрополог.

## Награды
- 1931 — стипендия Гуггенхайма[4].